# Zora palmgreni
Espèce
Synonymes
- Zora nemoralis palmgreni Holm, 1945

Zora palmgreni est une espèce d'araignées aranéomorphes de la famille des Miturgidae.

## Distribution
Cette espèce se rencontre en Suède et en Finlande.

## Systématique et taxinomie
Cette espèce a été décrite sous le protonyme Zora nemoralis palmgreni par Holm en 1945. Elle est élevée au rang d'espèce par Wunderlich en 2008.

## Publication originale
- Holm, 1945 : « Zur Kenntnis der Spinnenfauna des Torneträskgebietes. » Arkiv för zoologi, sér. A, vol. 36, no 15, p. 1-80.